# Volkmar Braunbehrens
Volkmar von Braunbehrens (* 22. März 1941 in Freiburg im Breisgau) ist ein deutscher Musikwissenschaftler und Publizist, der sich insbesondere als Mozart-Forscher einen Namen machte.

## Leben
Braunbehrens wurde als Sohn des Freiburger Röntgenologen Hans von Braunbehrens (1901–1983) und dessen Frau Gerda, geb. von Bültzingslöwen in Freiburg geboren. Er ging – wie sein Bruder Adrian – ins humanistische Internat Schule Birklehof und machte dort Anfang der 1960er Jahre Abitur. Er studierte Literaturgeschichte, Musikwissenschaft und Kunstgeschichte in München, Heidelberg und Berlin, wo er in der 68er-Studentenbewegung aktiv war. 1972 wurde er an der FU Berlin promoviert. Er war Mitbegründer und bis 1981 Mitherausgeber der „Berliner Hefte - Zeitschrift für Kultur und Politik“ (Verlag: Berlin, Kantstraße, Erstausgabe 1976, mit u. a. Walter Aschmoneit, Horst Domdey, Antonia Grunenberg) und war langjähriger Leiter der Berliner Galerie am Savignyplatz. 1982 wurde er an der Universität Osnabrück habilitiert. Er lebt als freier Autor in seiner Geburtsstadt. Sein Zwillingsbruder ist Burkhart Braunbehrens.
Braunbehrens war Vorstandsmitglied der Humanistischen Union.
2012 wurde Braunbehrens Zielscheibe einer Kampagne des Aktivistenkollektivs Zentrum für Politische Schönheit, da er zu den Teilhabern des deutschen Rüstungsunternehmens Krauss-Maffei Wegmann gehört und dieses damals den Verkauf von Kampfpanzern des Typs Leopard 2 an Saudi-Arabien plante. Die  Aktion sollte  die Anteilseigner der Firma öffentlich anprangern und kriminalisieren.

## Schriften
- Nationalbildung und Nationalliteratur: Zur Rezeption der Literatur des 17. Jahrhunderts von Gottsched bis Gervinus. Spiess, Berlin 1974, ISBN 3-920889-23-1 (Dissertation, FU Berlin, 1972).
- Goethes „Egmont“: Text, Geschichte, Interpretation. 1982 (Habilitationsschrift, Universität Osnabrück, 1982).
- Mozart in Wien. Piper, München/Zürich 1986, ISBN 3-492-02995-7.
- Salieri. Ein Musiker im Schatten Mozarts? Eine Biografie. Piper, München/Zürich 1989, ISBN 3-492-03194-3.
- mit Karl-Heinz Jürgens: Mozart: Lebensbilder. Lübbe, Bergisch Gladbach 1990, ISBN 3-7857-0580-8.
- Lorettoberg: Kriminalroman. Gmeiner-Verlag, Meßkirch 2013, ISBN 978-3-8392-1417-6.
- Triadenspiel: Kriminalroman. Gmeiner-Verlag, Meßkirch 2017, ISBN 978-3-8392-2024-5.